# Gornești
Gornești (in passato Ghernesig, in ungherese Gernyeszeg, in tedesco Kertzing) è un comune della Romania di 5757 abitanti, ubicato nel distretto di Mureș, nella regione storica della Transilvania. 
Il comune è formato dall'unione di 9 villaggi: Gornești, Iara de Mureș, Ilioara, Mura Mare, Mura Mică, Pădureni, Periș, Petrilaca de Mureș, Teleac.

## Monumenti
- Il Castello Teleki, costruito in stile gotico tra il 1771 ed il 1778, con un ampio parco arricchito da piccole statue secondo lo stile dell'epoca
- Il tempio calvinista, costruito nel XV secolo